# Gouvernement du Canada
Le gouvernement du Canada, plus officiellement le gouvernement de Sa Majesté (en anglais : Government of Canada ou His Majesty's Government), est le titulaire du pouvoir exécutif, au niveau fédéral, pour l'État du Canada. Le Canada étant une monarchie constitutionnelle, le roi du Canada, représenté par le gouverneur général, est à la tête de l'État. Le chef du gouvernement est quant à lui le premier ministre. Le gouvernement du Canada est composé du Conseil privé du Roi, du cabinet et de la fonction publique fédérale. Le Conseil privé étant un organe dorénavant symbolique, le pouvoir exécutif est exercé par le cabinet, avec à sa tête le premier ministre.
Le pouvoir exécutif au Canada est régi en grande partie par la Loi constitutionnelle de 1867 qui accorde au monarque ou à son représentant, avec l'assistance du Conseil privé, le pouvoir exécutif. Toutefois, le principe de la responsabilité ministérielle dans le cadre du système de Westminster fait en sorte que le premier ministre est le véritable chef du gouvernement et dirigeant du pays. De plus, les ministres de la Couronne et les ministres d'État sont généralement tous membres du Parlement du Canada. En raison du fédéralisme, le gouvernement du Canada n'exerce le pouvoir exécutif que dans ses compétences. Les pouvoirs exécutifs relatifs aux compétences provinciales sont exercés par les gouvernements provinciaux.
L'actuel premier ministre est Mark Carney, chef du Parti libéral. Il est nommé à ce poste à la suite de la course à la chefferie du Parti libéral du Canada 2025.

## Couronne

### Monarque

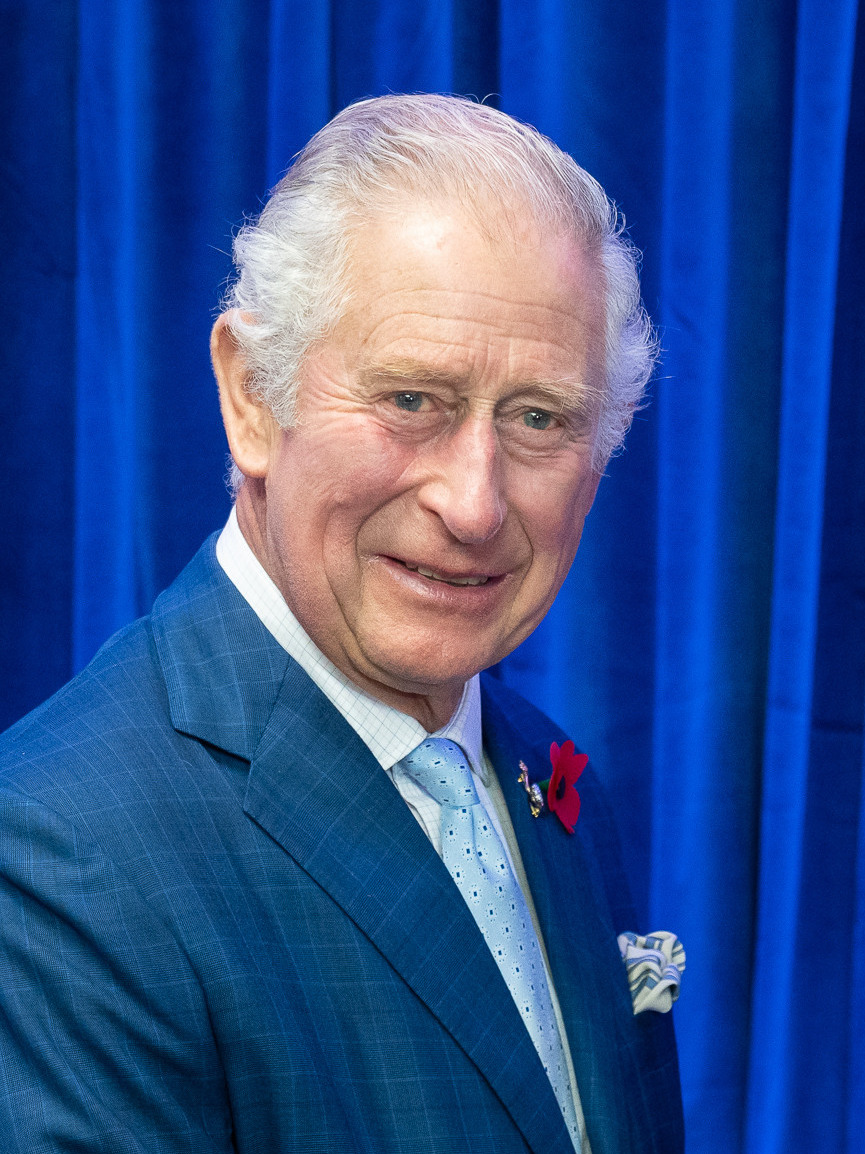
Charles III, roi du Canada

Le Canada est une monarchie constitutionnelle. En vertu de la Loi constitutionnelle de 1867 et d'autres lois, la Couronne est attribuée, au Canada, au descendant de la dynastie régnante au Royaume-Uni. En théorie, le souverain possède tous les pouvoirs exécutifs et législatifs. Le régime monarchique, au Canada, laisse cependant très peu de pouvoirs réels au monarque. S'inscrivant dans la tradition britannique, plusieurs textes constitutionnels, mais aussi plusieurs pratiques institutionnelles restreignent énormément la portée réelle du pouvoir royal. Selon la formule bien connue : « Le souverain règne, mais ne gouverne pas. »
Toutefois, même en obéissant aux pratiques institutionnelles, la Couronne conserve théoriquement toutes ses prérogatives légales et pourrait, bien que cela ne se soit pas encore produit, en user lors d'une situation de crise. De même, le roi détient les pouvoirs issus des prérogatives royales. Ils sont toutefois exercés en grande partie par le premier ministre. Lorsqu'il agit en sa qualité de roi du Canada, le roi est proclamé par les termes suivants : « Charles III, par la grâce de Dieu roi du Royaume-Uni, du Canada et de ses autres royaumes et territoires, chef du Commonwealth, défenseur de la Foi. »

### Gouverneur général

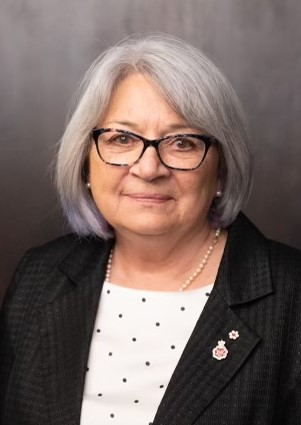
Mary Simon, gouverneure générale du Canada depuis 2021.

Le gouverneur général est le représentant du pouvoir royal au Canada en l’absence du monarque. Il est autorisé à exercer les pouvoirs en lieu et place du roi en vertu des lettres patentes de 1947 du roi George VI constituant la charge de gouverneur général du Canada,.
Les lettres patentes l'autorisent à exercer au Canada, sur l'avis du Conseil privé, tous les pouvoirs et toutes les prérogatives de la Couronne. Compte tenu de la situation géographique respective du Canada et du Royaume-Uni, le gouverneur général est, sauf en de très rares exceptions, appelé à remplir toutes les fonctions protocolaires échues au pouvoir royal : réception des chefs d'État étrangers en visite, sanction des lois, dissolution du Parlement, nomination du chef du gouvernement et déclaration de guerre et de paix.
L'un des rôles les plus importants remplis par le gouverneur général consiste à nommer le premier ministre. La pratique institutionnelle veut que le chef de la formation politique ayant reçu l'appui d'une majorité de députés à la Chambre des communes du Canada soit choisi comme chef du gouvernement.
Bien qu'en principe il soit nommé par le souverain pour un mandat sans durée déterminée, dans les faits le gouverneur général est choisi par le premier ministre, lequel, par courtoisie, consulte le monarque avant de lui recommander un nom. De plus, par tradition, le mandat du gouverneur général est généralement limité à une durée de cinq ans et, depuis 1959, le poste est tenu alternativement par un francophone et un anglophone.

## Gouvernement

### Premier ministre

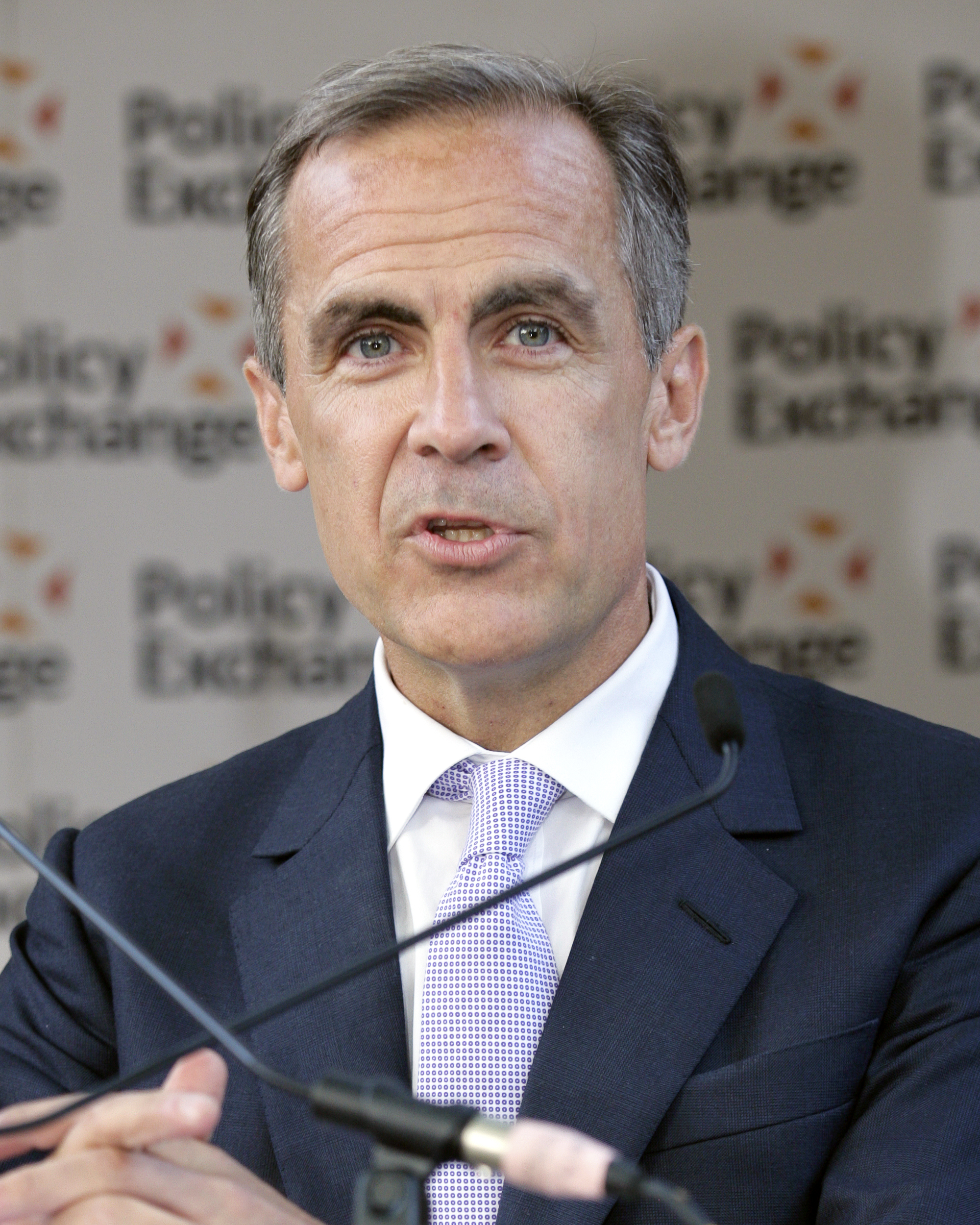
Mark Carney, premier ministre du Canada.

Le premier ministre du Canada est le chef du gouvernement et de facto le détenteur du pouvoir exécutif fédéral. Il est choisi par le gouverneur général qui, par convention constitutionnelle, désigne le chef du parti politique détenant l'appui d'une majorité de députés à la Chambre des communes du Canada. Par tradition, il doit lui-même être un député élu. Il dirige le cabinet et en nomme les membres, habituellement des députés de son propre parti. Pour l'aider dans sa prise de décision, le premier ministre est assisté de plusieurs conseillers, notamment son chef de cabinet et le greffier du Conseil privé.
Les pouvoirs du premier ministre sont très étendus. Il recommande au souverain un candidat un poste de gouverneur général et à ce dernier les candidats au poste de lieutenant-gouverneur de chaque province. Il propose également les personnalités à nommer au Sénat du Canada et attribue les fonctions parlementaires importantes au sein de son caucus. Il nomme également plusieurs hauts fonctionnaires et choisit les juges qui siégent à la Cour suprême du Canada.
Depuis le 14 mars 2025, la fonction de premier ministre du Canada est occupée par le libéral Mark Carney à la suite de la course à la chefferie du 9 mars 2025 où il gagne de façon unanime. Carney établit le 30e conseil des ministres.

### Conseil privé du Roi
Le Conseil privé est formé du premier ministre, de l'ensemble des ministres en fonction et des anciens ministres, de certains juges et de certains sénateurs. Il comprend aussi plusieurs membres de la famille royale, certains dignitaires de pays étrangers et quelques autres personnes que les autorités canadiennes ont voulu honorer. Selon la Loi constitutionnelle de 1867, le rôle du Conseil privé est de conseiller et aviser le gouverneur général dans l'administration du gouvernement. En réalité, le Conseil privé ne se réunit qu'en quelques rares occasions, principalement lors des visites royales, et ses séances demeurent protocolaires. Sa dernière rencontre remonte à 1981.
Dans la pratique, le premier ministre ou les membres de son cabinet parlent au nom du Conseil privé et un de ses membres est choisi par le chef du gouvernement pour le présider.

### Cabinet

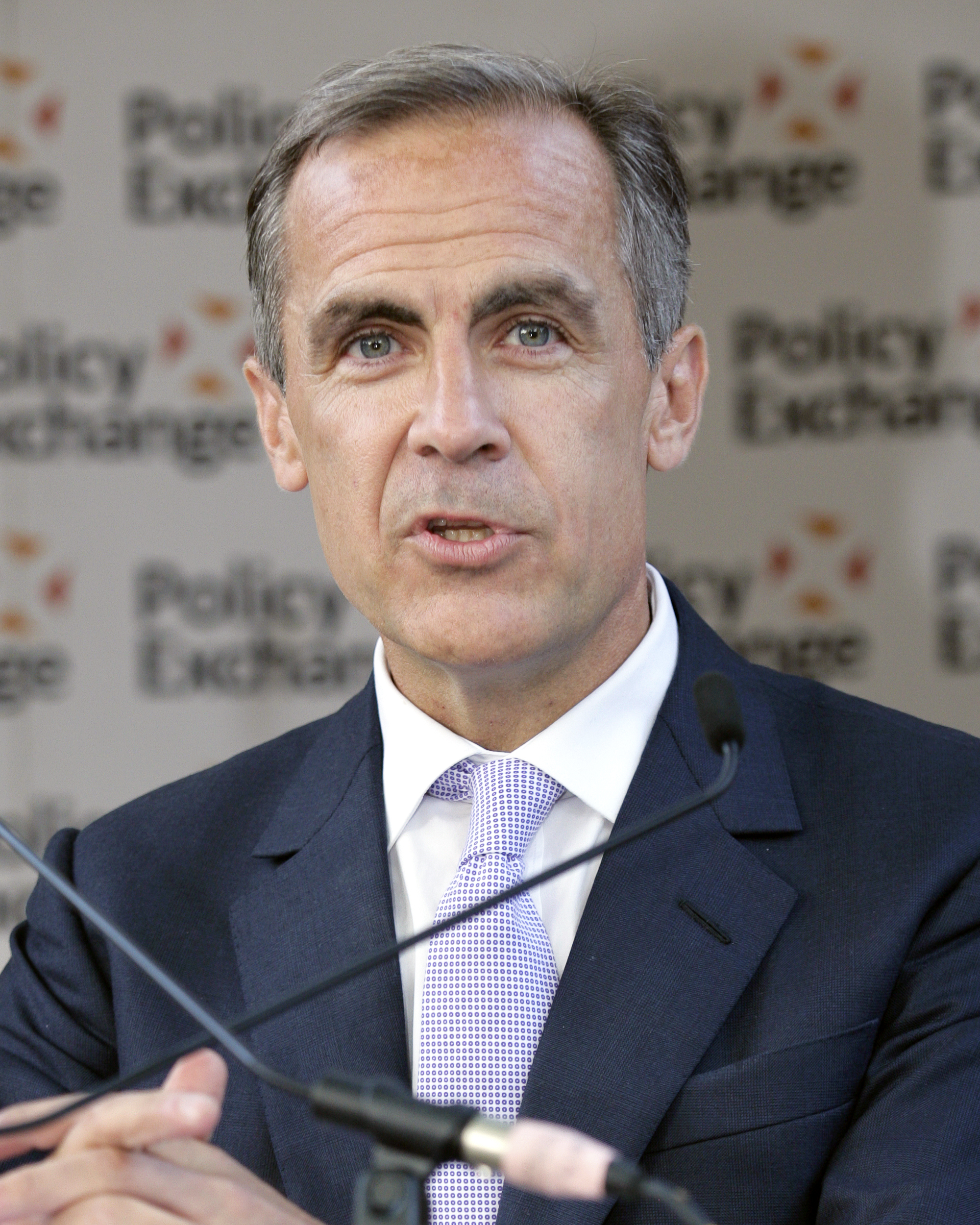
Mark Carney, premier ministre du Canada.

Le cabinet, également dit Conseil des ministres, est formé des différents titulaires d'un portefeuille ministériel. Les ministres sont nommés par le premier ministre et peuvent être révoqués par lui à tout moment lors d'un remaniement ministériel. Plus hauts fonctionnaires de l'administration gouvernementale, les ministres sont responsables de la conduite de leur ministère devant le Parlement.
Le rôle du cabinet est d'assister le premier ministre dans l'élaboration et l'application des politiques gouvernementales. Lors des réunions du cabinet, il arrive fréquemment que plusieurs ministres aient des divergences d'opinion sur les politiques à mettre de l'avant. En général, les décisions prises par le cabinet doivent recevoir l'appui de la majorité des ministres qui y siègent. Toutefois, le premier ministre, en tant que chef du gouvernement et président du conseil des ministres, peut imposer ses décisions lorsqu'il le juge nécessaire. Les membres du cabinet sont soumis aux contraintes de la solidarité ministérielle, c'est-à-dire que les membres du cabinet ne peuvent pas faire de déclarations publiques allant à l'encontre de la direction prise par le gouvernement. Un ministre qui, pour une raison quelconque, ne peut soutenir une décision prise par le cabinet doit remettre sa démission au premier ministre.
Le cabinet dispose d'un Boeing 737 et de six Challenger 300 pour le déplacement de ses membres.

### Ministères

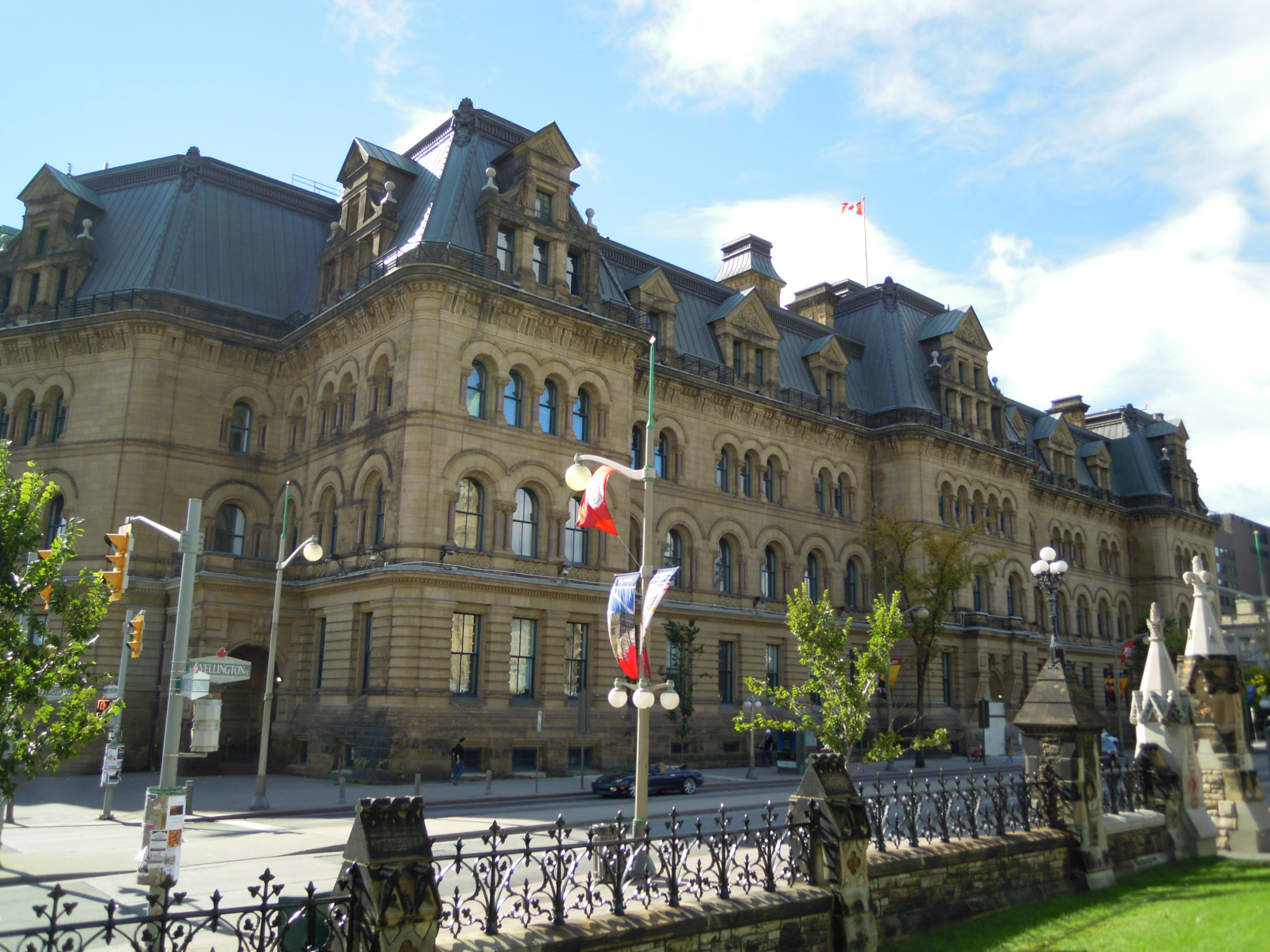
L'édifice Langevin, siège du Conseil privé du Roi.

La fonction exécutive du gouvernement lui donne la responsabilité de l'administration publique. Il comprend ainsi les ministères suivants :
- Affaires mondiales Canada
- Agriculture et Agroalimentaire Canada
- Anciens Combattants Canada
- Bureau du Conseil privé
- Ministère de la Défense nationale
- Emploi et Développement social Canada
- Environnement et Changement climatique Canada
- Ministère des Finances
- Immigration, Réfugiés et Citoyenneté Canada
- Innovation, Sciences et Développement économique Canada
- Ministère de la Justice
- Patrimoine canadien
- Pêches et Océans Canada
- Ministère des Relations Couronne-Autochtones et des Affaires du Nord
- Ressources naturelles Canada
- Santé Canada
- Secrétariat du Conseil du Trésor
- Sécurité publique Canada
- Ministère des Services aux autochtones
- Services publics et Approvisionnement Canada
- Transports Canada

## Responsabilité parlementaire

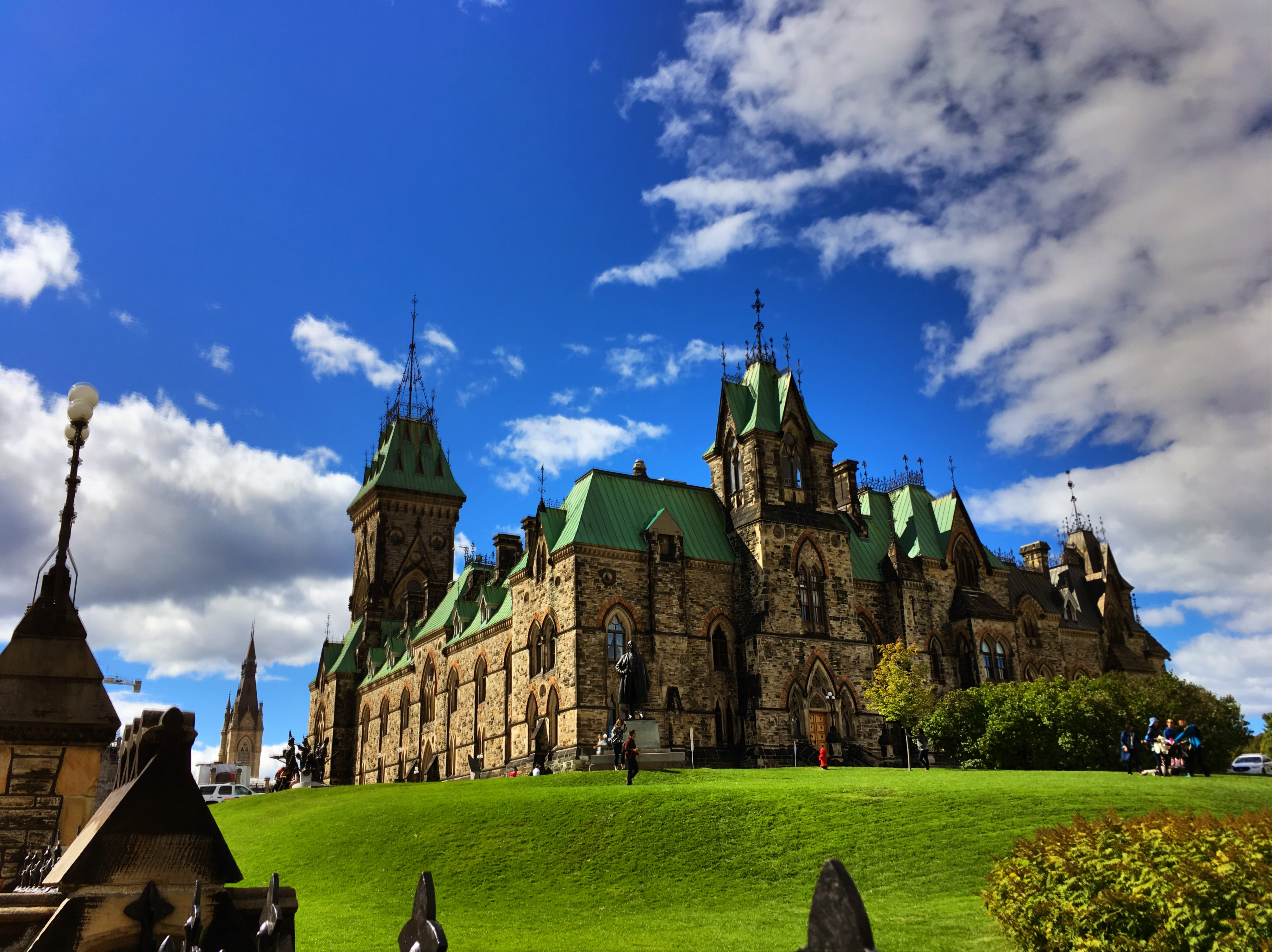
L'Édifice de l'Est, bâtiment du Parlement du Canada.

L'un des principes fondamentaux de la politique canadienne est la responsabilité du gouvernement devant le Parlement et donc la responsabilité ministérielle. Les ministres sont responsables devant la Chambre des communes, dans laquelle ils siègent. Ils y font des déclarations et répondent aux questions de ses membres. En général, la plupart des ministres sont élus à la Chambre des communes. Dès que le gouvernement n'a plus la confiance d'une majorité de députés, celui-ci doit donner sa démission au gouverneur général.
À la chambre basse, la Chambre des communes, le gouvernement possède aussi deux prérogatives : il détient l'initiative législative et il est le seul à posséder le pouvoir de dépenser les fonds publics. Ceci implique que le parti ministériel contrôle l'ordre du jour des débats et de la présentation des projets de loi. Seuls les députés titulaires d'un portefeuille ministériel sont autorisés à présenter des projets de loi impliquant une dépense de fonds publics.
Par convention, le gouvernement possède le pouvoir de nommer les nouveaux membres du Sénat. Bien que l'approbation des deux chambres soit nécessaire à la sanction de tous les projets de loi, le rôle de la Chambre haute est, avec le temps, très réduit. Aucun de ses membres n'est autorisé à présenter un projet de loi à caractère financier. Le gouvernement n'est pas tenu d'obtenir l'appui de la majorité de ses membres. Toutefois, plusieurs comités sénatoriaux exercent toujours leur pouvoir de vérification sur l'activité gouvernementale et demandent à l'administration de lui rendre des comptes.

## Siège

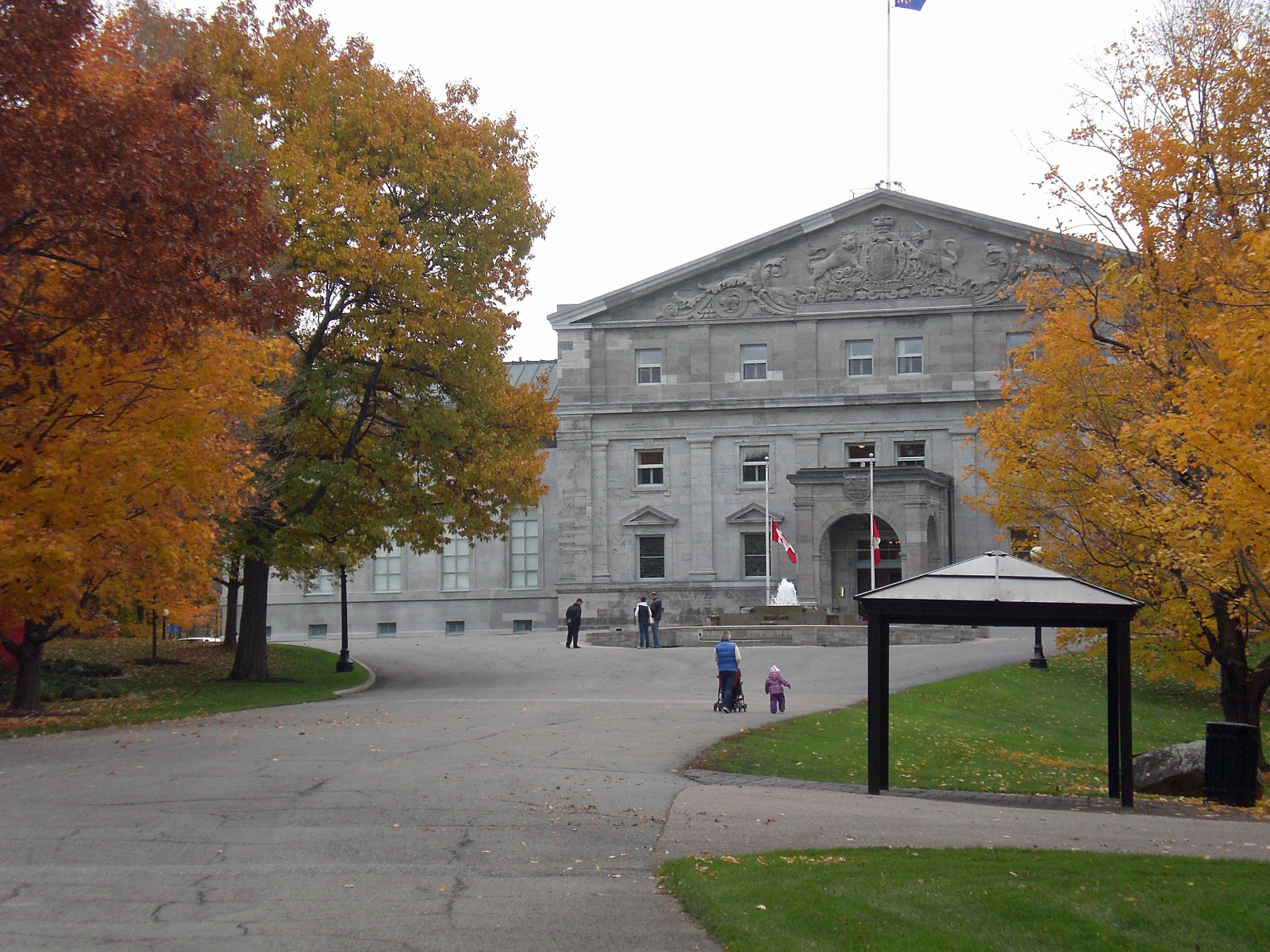
Rideau Hall, à Ottawa.

Le gouvernement, par ses nombreuses composantes, ne siège pas dans un lieu unique. Si le cabinet se réunit dans les bâtiments du Parlement, les ministères sont également localisés à Ottawa.
La Government House, résidence officielle du gouverneur général, est Rideau Hall, située au 1, promenade Sussex à Ottawa. Rideau Hall est l'une des deux résidences officielles du roi du Canada, la seconde étant située au bâtiment numéro 18 de la citadelle de Québec.